# Giorgia Faraone
Giorgia Faraone (Galatina, 6 luglio 1994) è una pallavolista italiana, libero del Casalmaggiore.

## Carriera

### Club
La carriera di Giorgia Faraone inizia nelle giovanili del Magic nel 2007: nella stagione 2008-09 viene promossa in prima squadra in Serie C. Nella stagione 2009-10 è in Serie B2 con la Leonessa Altamura, dove resta per due annate, per poi spostarsi a Sala Consilina, nell'Antares, in Serie A2, nella stagione 2011-12, per altre due annate.
Disputa il campionato 2013-14 con il New Libertas, sempre in Serie A2. Si accasa quindi alla Nettuno per l'annata 2014-15, in Serie B1: è di scena nella stessa categoria anche per la stagione 2015-16 con il Maglie e quella 2016-17 con il Cutrofiano: con il club salentino ottiene la promozione in Serie A2 al termine del campionato 2017-18, disputando quindi la serie cadetta nell'annata 2018-19.
Nella stagione 2019-20 viene ingaggiata dal RC Cannes, militante nella Ligue A francese, con cui conquista la Supercoppa. Rientra in Italia già nella stagione successiva, esordendo in Serie A1 grazie all'acquisto da parte del Bergamo: resta in Lombardia anche nell'annata 2021-22 a seguito della fondazione della nuova società del Bergamo 1991, sempre nella massima divisione.
Per il campionato 2022-23 firma per la neopromossa Sant'Anna, in Serie A2, per poi ritornare in Serie A1 nella stagione 2023-24, difendendo i colori del Casalmaggiore.

## Palmarès

### Club
- Supercoppa francese: 1

2019